# Космический перелёт «Европа-Америка-500»
Космический перелёт «Европа-Америка-500» — первый частный космический полёт, который был реализован в 1992 году Фондом социальных изобретений и ЦСКБ-Прогресс.
Проект был задуман, как миссия доброй воли, целью которой было стимулирование мирного использования технологий, ранее доступных только Вооружённым силам, и развитие торговых отношений между Россией и США. Продолжением проекта стала программа стажировки российских предпринимателей.

## Начало проекта
Идея произвести космический запуск в Международный год космоса, 500-летия открытия Америки Колумбом, 35-летия запуска первого искусственного спутника Земли и 35-летия создания Европейского сообщества принадлежала Александру Базлову, конструктору космических аппаратов, и была поддержана Геннадием Алференко, президентом Фонда социальных изобретений.
Проект воплотили частными усилиями при поддержке правительств обеих стран, финансировали запуск банк «Санкт-Петербург» и акционерное общество «Гарант». Для организации проекта был образован консорциум «Европа-Америка 500». Переговоры с американскими властями о подъёме и доставке спускаемого аппарата в Сиэтл вёл Боб Уолш (англ. Bob Walsh), американский предприниматель и общественный деятель, организатор Игр доброй воли в Сиэтле 1990 года.

## Космический перелёт
16 ноября 1992 года с космодрома Плесецк взлетела ракета Союз-У, которая вывела на орбиту Земли капсулу (спускаемый аппарат) «Ресурс-500» диаметром 2,3 метра, сходную с той, в которой впервые полетел в космос Юрий Гагарин.
Спутник провёл на орбите семь дней и приводнился 22.11.1992 г. в 10-30 местного времени в Тихом океане примерно в 190 километрах от побережья штата Вашингтон. Семибальный шторм значительно усложнил поиск спутника, но его поднял и доставил в Сиэтл корабль измерительного комплекса ВМФ России «Маршал Крылов». Командовал кораблём и операцией поиска и подъёма СА капитан 3 ранга В. Е. Шардин. Перевозка спутника в музей авиации в Сиэтле осуществлялась на автомобиле «Синяя птица».
Корабль пришвартовался утром 24 ноября в порту Сиэтла, где его встретили правительственные чиновники, в том числе мэр Норм Райс, Секретарь штата Вашингтон Ральф Манро, космонавт Герман Титов.
Знаменательное событие сопровождалось музыкальными номерами в исполнении нескольких оркестров, привлекло внимание общественности. Среди присутствующих гостей было много деловых лидеров, учёных, журналистов и чиновников космических агентств, а также жителей Сиэтла и школьников.
Спускаемый аппарат доставил девятнадцать контейнеров с подарками, сувенирами, образцами коммерческой продукции, произведениями искусства, иконами, а также посланиями мира. В частности, там были русские православные иконы православного Собора Святого Спиридона; хрустальная скульптура Статуи Свободы, послания мира от Далай-ламы, президента России Бориса Ельцина и лидеров европейских стран; рождественский подарок для президента США Билла Клинтона. Среди подарков находились обручальные кольца русской пары Гальченко Вячеслава Игоревича и Дробышевской Елены Вячеславовны, которая поженилась после извлечения колец из капсулы.
Впервые в мировой практике, посредством СА Ресурс 500 была осуществлена доставка из России (г.Плесецк) в США (г.Сиэтл) специально созданных дизайнером Сергеем Кулаковым филателистических материалов для фиксации исторического события в виде почтовых конвертов с изображением  СА Ресурс 500 с наклеенными памятными виньетками, посвященными этому космическому перелёту. Почтовые штемпеля Плесецка и Сиэтла на конвертах с логотипом Гильдии профессиональных дизайнеров «GRintAR», удостоверяют юридический факт осуществления доставки ракетой Союз-V почтовых отправлений из России (г.Плесецк) и получения их в США (г.Сиэтл).
Космическая капсула продемонстрировалась в составе парада Bon Marche и выставлена в Музее авиации (англ. Museum of Flight), где и находится в настоящее время.
В ходе события была проведена российско-американская конференция деловых возможностей, а также художественные и фото выставки. В день благодарения, члены Ротари клуба и церковных групп принимали в своих домах 450 моряков «Маршала Крылова» и 330 гостей из России. Ранее засекреченный «Маршал Крылов» открылся для посещения корабля гражданами США на протяжении нескольких дней. По словам организаторов: «это был первый раз, когда кто-то из широкой публики, включая российских гражданских лиц, был допущен на борт».

## Программа «Бизнес для России»
Благодаря перелёту был запущен ряд социальных инициатив, включая оплачиваемую бизнесменами США стажировку российских предпринимателей. Исполнителями проекта выступали консорциум «Европа-Америка 500» (Россия) и Совет по международным исследованиям и обменам (США), координацию программы осуществляли Федеральная служба занятости России и Информационное агентство США. В течение нескольких недель участники, проживавшие в семьях предпринимателей, проходили стажировки в профильных организациях, участвовали в семинарах и застольях. Всего с 1993 по 2000 годы в программе приняли участие около 3 000 человек.